# Andreas Louriotis

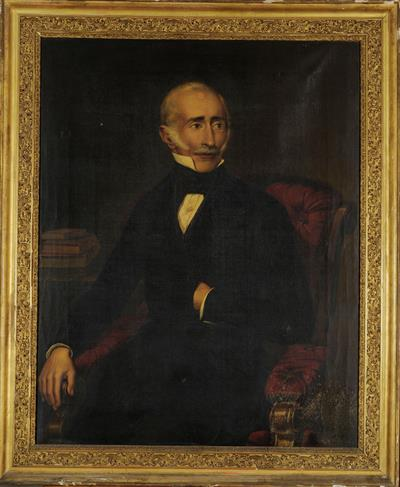
Porträt von Andreas Louriotis, Ölgemälde auf Leinwand von Dionysios Tsokos, 1850.

Andreas Louriotis (griechisch Ανδρέας Λουριώτης; * 1789 in Ioannina; † 1854 in Athen) war ein griechischer Politiker und Freiheitskämpfer sowie Mitglied der Filiki Eteria zu Zeiten der Griechischen Revolution.
Andreas Louriotis wird in der griechischen Geschichte als Teil der Gruppe der „Modernisten“ (εκσυγχρονιστές) betrachtet, die versuchten, die griechische Gesellschaft und Politik nach westlichem Vorbild zu reformieren.
Im Kontext der Griechischen Revolution war er besonders für seine diplomatischen Bemühungen bekannt, insbesondere seine Rolle bei den Londoner Kreditverhandlungen und seine Versuche, die internationale Anerkennung der neuen Regierung der Ersten Hellenischen Republik durch Länder wie die USA, Spanien und Großbritannien zu erlangen.

## Frühes Leben
Andreas Louriotis wurde 1789 in Ioannina geboren und erhielt seine Grundschulausbildung in seiner Heimatstadt. Später studierte er in „Deutschland“ sowie in Frankreich Wirtschaftswissenschaften und Politikwissenschaften.
Im Jahr 1808 traf Andreas Louriotis in Livorno auf den späteren griechischen Schriftsteller Andreas Kalvos, mit dem ihn eine enge Freundschaft verband. Diese knickte jedoch 1825 ein, als Kalvos in einem Brief, nachdem er keine Antwort von Louriotis erhalten hatte, auf Italienisch melancholisch erklärte: „[...] dass der Louriotis von 1808 nicht der von 1825 ist“. Trotz dieser Distanz betonte Kalvos weiterhin den Wert der Freundschaft und versuchte, die Beziehung zu retten.
Vor der Revolution nahm man Andreas Louriotis in den Geheimbund der Filiki Eteria auf. Dort wurde er zu einem der zwölf „Apostel“ ernannt, die sich in jeweils verschiedenen Ländern der griechischen Sache widmeten. Sein Land, in dem er aktiv werden sollte, war Italien.
Im April 1818 reiste er zusammen mit Nikolaos Skoufas und Panagiotis Anagnostopoulos im Zuge der Verlegung des Hauptquartiers der Filiki Eteria nach Konstantinopel.

## Beteiligung an der Griechischen Revolution
Als die Revolution ausbrach, kehrte Andreas Louriotis nach Griechenland zurück und wurde ein enger politischer Vertrauter von Alexandros Mavrokordatos. Andreas bot seine Dienste an, woraufhin ihm von Alexandros Mavrokordatos die Erlaubnis erteilt wurde, mit philhellenischen Kreisen in Italien, Spanien und Frankreich in Kontakt zu treten. Sein Sekretär war der spätere „Nationalrichter“ Anastasios Polyzoidis. Am 21. November 1822 schrieb Andreas Louriotis im Namen der Ersten Hellenischen Republik einen Brief den Außenminister Spaniens, Evaristo San Miguel, in dem er um die Anerkennung der griechischen Regierung durch Spanien bat.
Andreas Louriotis wurde als Vertreter Griechenlands zum von John Bowring 1820 gegründeten Philhellenischen Komitee in Madrid entsandt. Trotz seines Engagements zusammen mit John Bowring und dessen Freund Edward Blaquiere konnten sich nur wenige spanische Freiheitskämpfer, wie Félix Mejía und Francisco Díaz Morales, militärisch und finanziell für die griechische Sache, gewinnen lassen.
Zusammen mit anderen Figuren wie Georgios Praidis, Theodoros Negris und Alexandros Kantakouzinos strebte er die Schaffung eines modernen griechischen Staates an. Kritiker warfen dieser Gruppe jedoch vor, dass ihre Bemühungen mehr auf theoretische und westlich orientierte Staatsmodelle abzielten, anstatt die realen Bedürfnisse und Opferbereitschaft der Freiheitskämpfer zu berücksichtigen.
Am 20. Februar 1823 übermittelte Andreas Louriotis, als griechischer Gesandter in London, ein Memorandum im Auftrag der griechischen Regierung an den amerikanischen Außenminister John Adams. Darin ersuchte er formell um die Aufnahme diplomatischer Beziehungen zwischen Griechenland und den USA und lockte mit der Möglichkeit profitabler Handelsabkommen. Andreas Louriotis glaubte, dass eine Anerkennung der griechischen Unabhängigkeit durch die Vereinigten Staaten auch einen ähnlichen Schritt Großbritanniens bewirken würde.
Weiterhin reiste er im Juni 1823 gemeinsam mit Ioannis Orlandos und Ioannis Zaimis (oder Andreas Zaimis) nach London, um einen Kredit (1824) für den Unabhängigkeitskrieg auszuhandeln. Er war auch an der Verhandlung des Zweiten Kredits 1825 beteiligt.
Im Jahr 1823 wandte er sich als Bevollmächtigter der griechischen Regierung an den britischen Philosophen Jeremy Bentham, um dessen juristische Einschätzungen zum Προσωρινό Πολίτευμα (Provisorische Verfassung) von 1822 einzuholen.
Andreas Louriotis setzte sich aktiv dafür ein, den griechischen Unabhängigkeitskampf international bekannt zu machen. 1824 erschien in der Londoner Literary Gazette ein Auszug aus Dionysios Solomos’ Hymne an die Freiheit – übersetzt ins Englische, vermutlich durch Louriotis´ Umfeld initiiert. Er arbeitete eng mit dem Übersetzer George Lee zusammen, der später weitere griechische Schriften übertrug. Während seiner Zeit in London (1824–1826) knüpfte Louriotis gezielt Kontakte zu britischen Intellektuellen und nutzte diese, um Unterstützung für die griechische Sache zu gewinnen.
Außerdem erkannte Andreas Louriotis zusammen mit Ioannis Orlandos die Notwendigkeit einer Fremdenlegion. So schlugen sie für die Führung dieses Korps Charles James Napier vor, einen britischen Offizier und Vertreter der Briten auf Kefalonia.
Darüber hinaus unternahm er den Versuch, Leopold von Sachsen-Coburg von der Annahme des griechischen Throns zu überzeugen. Philhellenen wie Lord Byron und Santorre di Santarosa verhalf er nach Griechenland zu kommen.

## Nach der Griechischen Revolution

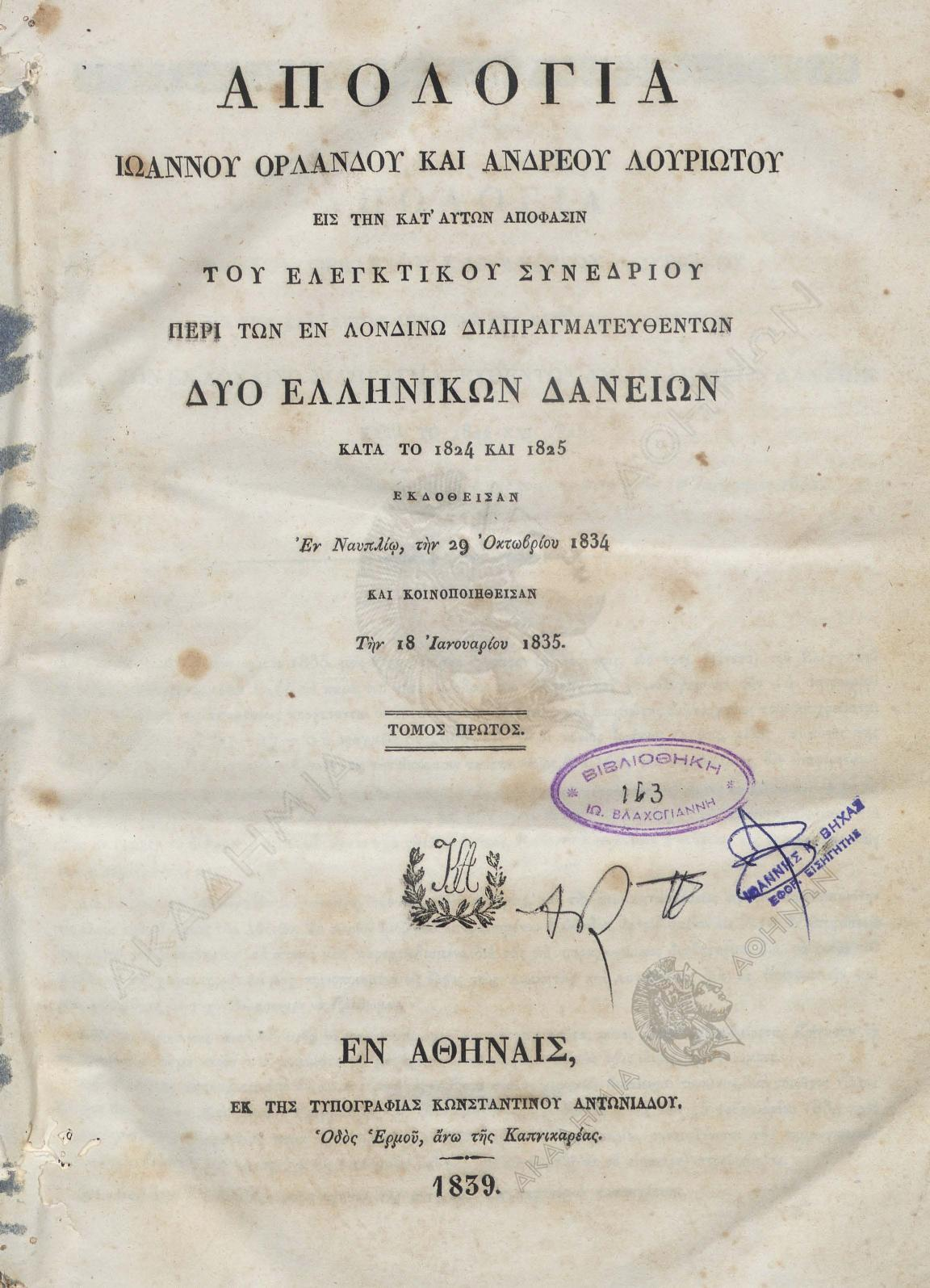
Titelblatt der Apologie von Ioannis Orlandos und Andreas Lourioits in zwei Bänden (1839 & 1840).

Andreas Louriotis hinterließ im Vergleich zu Persönlichkeiten wie Theodoros Kolokotronis und Ioannis Makrygiannis keine bleibenden politischen oder literarischen Schriften, die maßgeblich für die Revolution oder den griechischen Nationalstaat waren.
Im Jahr 1835 wurden Andreas Louriotis und Ioannis Orlandos vom Rechnungshof für den Verlust von 28.769 Pfund verantwortlich gemacht. Daraufhin veröffentlichten sie 1839 eine zweibändige Rechtfertigung, die sie später widerriefen.
Er hielt auch Kontakt zu Ioannis Kolettis und beglückwünschte ihn 1838 in einem Brief zu seinem Namenstag. Weiterhin betonte er die Wichtigkeit der „Bildung und Erziehung der Jugend für das Wohl des Landes“. Die Akademie von Athen beherbergt hierzu mehrere Briefe von Andreas Louriotis, die er an Ioannis Kolettis geschickt hat.
Er heiratete Lucia Komnenos (Λουκία Κομνηνού) und hatte einen Sohn, Theodoros, der in jungen Jahren starb, ohne Nachkommen zu hinterlassen.
Im Jahr 1839 wurde er zum Mitglied der Philekpaedeftikis Eteria (Arsakeio). Er verstarb 1854 in Athen und wurde auf dem Ersten Athener Friedhof bestattet.
Nachkommen der Familie Louriotis existieren nur über Andreas Louriotis´ Schwester Eleni.